# Elisa Parron
Elisa Parron, née le 2 mars 1994 à Lausanne, est une photographe suisse.
Elle est connue pour avoir pris en photo des célébrités dans le domaine du sport et de la musique telles que MHD, 1995, Nekfeu, Booba, Kylian Mbappé, Zlatan Ibrahimović, Neymar ou encore Lionel Messi.

## Biographie

### Enfance et formation
Parron naît le 2 mars 1994 en Suisse. Elle est originaire de Lausanne,.
Elle fait une école d'art, l'Ecole supérieure d'arts appliqués de Vevey avant d'abandonner après 3 mois. Elle décide de s'installer à Paris.

### Carrière
Elle commence à travailler pour le PSG, en tant que photographe des joueurs en 2013,.
Elle a travaillé en tant que photographe sur la tournée de nombreux artistes comme Rilès (qui est à présent son époux), 1995, MHD, Orelsan, ou encore Nekfeu,.

#### Publication deNuméro 10
En 2021, Elisa Parron sort son premier livre photographique en collaboration avec Sarah Naud, intitulé Numéro 10, qui regroupe neuf années d'archives et nous fait découvrir de l'intérieur les milieux du rap et du football. Le titre du livre fait référence au foot et à la musique. En général, 10, est le numéro du joueur vedette sur le terrain, mais c'est aussi une métaphore utilisée par les rappeurs, pour affirmer un statut de leader.

### Vie privée
Son père est espagnol.
Le 15 juillet 2022, elle est demandée en mariage sur scène (lors des Vieilles Charrues) par Rilès,.

## Expositions
- Exposition Elisa Parron - Numero 10, Initial LABO, 2021